# Cornelia Nitzpon
Cornelia Nitzpon, geb. Geithner (* 23. Dezember 1963 in Lobenstein), ist eine deutsche Politikerin der SED/PDS/Die Linke.

## Leben
Nitzpon absolvierte 1980 bis 1984 eine Ausbildung zur Freundschaftspionierleiterin und Unterstufenlehrerin und arbeitete anschließend bis 1986 in diesen beiden Berufen.
Von 1986 bis 1990 hatte sie verschiedene hauptberufliche Funktionen in der FDJ inne.
Nitzpon gehörte von 1990 bis 2004 als Abgeordnete (PDS-Fraktionsgeschäftsführerin) zum Thüringer Landtag.
Von 2009 bis 2019 war sie ehrenamtliche Ortsteilbürgermeisterin des Erfurter Stadtteils Bindersleben.